# Кудратуллаева, Чулпаной
Чулпаной Кудратуллаева (узб. Choʻlponoy Qudratullayeva; род. 1921 год, кишлак Сайрам, Туркестанская АССР — неизвестно, Узбекская ССР) — бригадир колхоза «Москва» Наманганского района Андижанской области, Узбекская ССР. Герой Социалистического Труда (1965).

## Биография
Родилась в 1921 году в крестьянской семье в кишлаке Сайрам (сегодня — Туракурганский район Наманганской области). После окончания местной школы трудилась рядовой колхозницей (1935—1940), заместителем председателя (1941), бригадиром хлопководческой бригады (1942—1974) в колхозе «Москва» Наманганского района С 1946 года член ВКП(б).
В 1964 году бригада под её руководством собрала высокий урожай хлопка-сырца. Указом Президиума Верховного Совета СССР от 1 марта 1965 года удостоена звания Героя Социалистического Труда с вручением ордена Ленина и золотой медали «Серп и Молот».
С 1974 года — заведующая клубом в кишлаке Сайрам.
Дальнейшая судьба не известна.
Награды
- Герой Социалистического Труда
- Орден Ленина
- Орден «Знак Почёта»